# Eudoxie de Souzdal
Pour les articles homonymes, voir Eudoxie.
Eudoxie Dimitrievna de Souzdal (en russe : Евдокия Дмитриевна),?- vers 1407, est une grande-duchesse de Moscovie et la femme de Dimitri IV de Russie.

## Famille
Eudoxie Dimitrievna est la fille de Dimitri III Constantinovitch, grand prince de Nijni Novgorod et de Rostov Veliki.
Ses grands parents maternels sont Constantin Vassilievitch, prince de Rostov et Marie de Moscou (fille d'Ivan Ier de Russie et de sa première femme, Hélène).

## Mariage

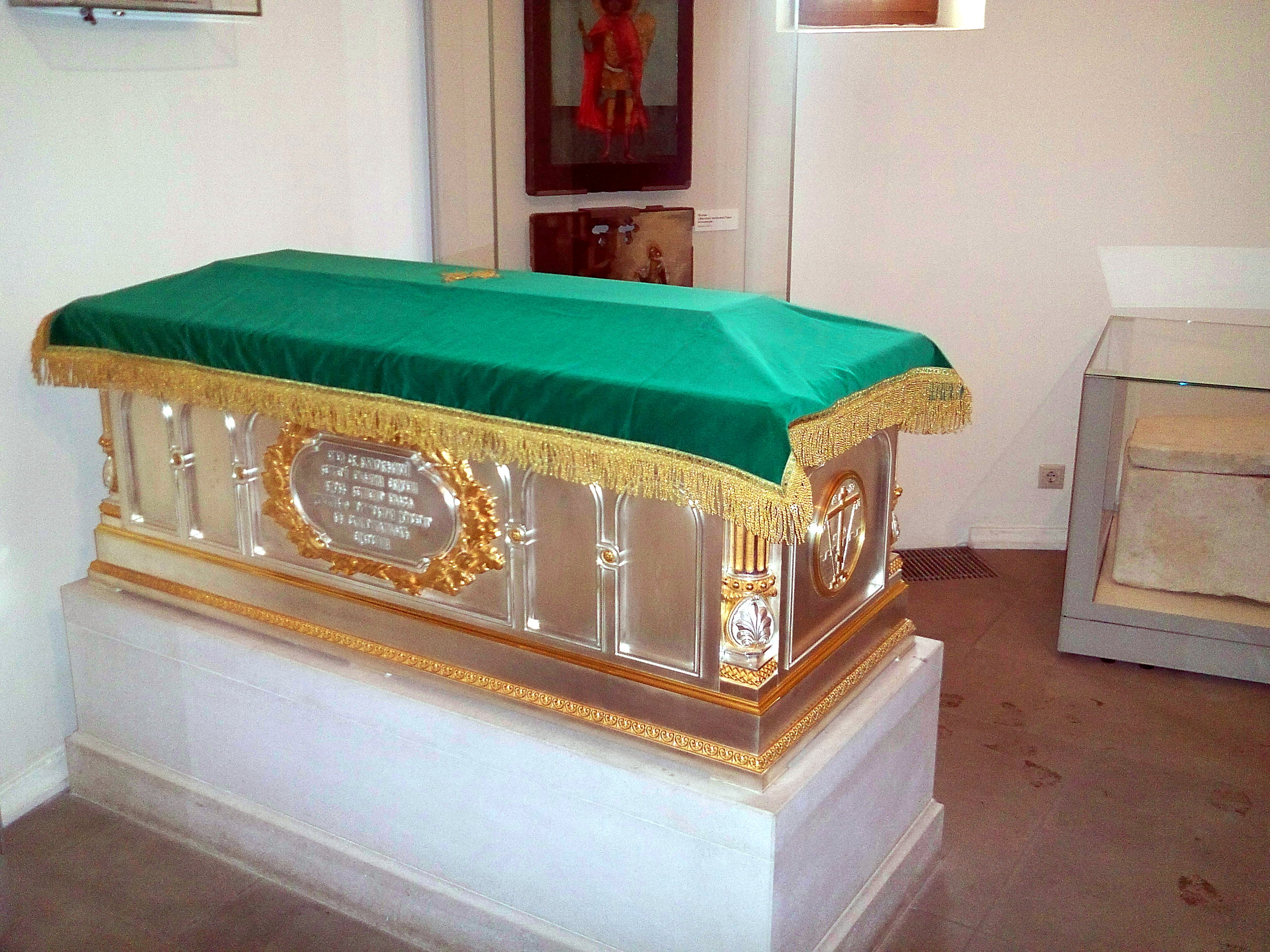
Sanctuaire d'Eudoxie

Le 18 janvier 1367 Eudoxie épouse le grand prince Dimitri Donskoï. 
En 1382, elle reste à Moscou en l'absence de son mari, alors que l'armée du khan Tokhtamych approche de la ville. Après la naissance de son fils André Dmitrievitch, elle tente de quitter Moscou. Elle est retenue par les Moscovites, qui ne consentent à la laisser partir qu'après de longues négociations.

## Religion
Après la mort de son mari, Eudoxie emprunte la voie religieuse. La légende dit qu'elle possédait le don de guérison. En 1393, elle fonde l'église de la Nativité de Marie), actuellement le bâtiment le plus ancien de Moscou. L’église est dédiée à la Nativité de Marie, car son mari fut vainqueur à la bataille de Koulikovo un 8 septembre.
Quatre ans plus tard, Eudoxie fait construire le couvent de l'Ascension, près de la tour Spasskaïa. À la fin de sa vie elle rentre au couvent sous le nom d'Euphrosynie et y demeure jusqu'à sa mort vers 1407. Elle est canonisée par l'Église orthodoxe russe.

## Descendance
Eudoxie et Dimitri ont eu douze enfants :
- Daniel Dmitrievitch (vers 1370 - 15 septembre 1379) ;
- Vassili Ier de Russie (30 septembre 1371 - 27 février 1425) ;
- Sophie Dimitrievna, mariée à Fiodor Olegovitch, prince de Riazan ;
- Iouri IV de Russie, duc de Zvenigorod et Galitch (26 novembre 1374 - 5 juin 1434) ;
- Marie Dimitrievna (morte le 15 mai 1399), mariée à Lengvenis ;
- Anastasie Dimitrievna, mariée à Ivan Vsevoloditch, prince de Kholm ;
- Siméon Dimitrievitch (mort le 11 septembre 1379) ;
- Ivan Dimitrievitch (mort en 1393) ;
- André Dimitrievich, prince de Mojaïsk (14 août 1382 - 9 juillet 1432) ;
- Pierre Dimitrievitch, prince de Dmitrov (29 juillet 1385 - 10 août 1428) ;
- Anne Dimitrievna (née le 8 janvier 1387), mariée à Youri Patrikievitch ;
- Constantin Dimitrievitch, prince de Pskov (14/15 mai 1389 - 1433).

## Héritage
Le 15 août 2007, le Saint-Synode de l'Église orthodoxe russe fonde l'ordre de Sainte-Euphrosynie (ru) (Eudoxie était la première dame noble de Moscou à entrer au couvent). L'ordre a été fondé le jour des six-cents ans de la mort d'Euphrosynie. Il devient le second ordre de Russie après celui de Sainte-Olga (ru).